# 定川江
定川江，又称车陂江，位于中华人民共和国广西壮族自治区南部，是南流江右岸支流，发源于兴业县葵阳镇四新村崩沙屯，蜿蜒向东流经葵阳镇、大平山镇、玉林市福绵区成均镇宁冲村、古城村、通曹村、劝场村、大岭村等地，于福绵镇船埠村以南汇入南流江。河长59千米，平均比降1.52‰，流域面积683平方千米。年均径流量6.10亿立方米。下游福绵镇种养业发达，经济富庶，盛产八角。